# Leichtathletik-Europameisterschaften 2014/800 m der Frauen

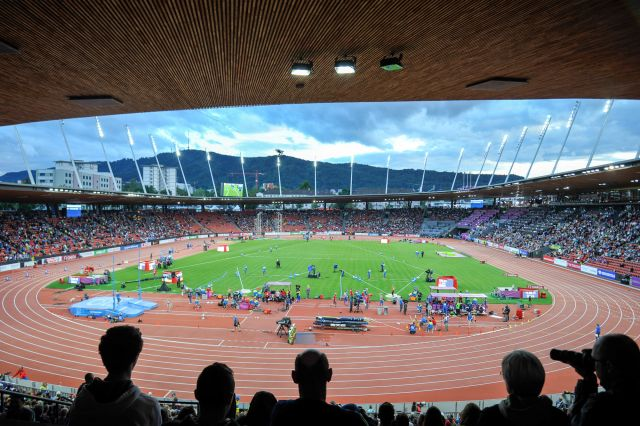
Das Letzigrund-Stadion während der Europameisterschaften 2014

Der 800-Meter-Lauf der Frauen bei den Leichtathletik-Europameisterschaften 2014 wurde vom 13. bis 16. August 2014 im Letzigrund-Stadion von Zürich ausgetragen.
Auf den Plätzen eins und zwei wurde das Resultat der letzten Europameisterschaften getauscht. Hier in Zürich siegte die Belarussin Maryna Arsamassawa. Die Britin Lynsey Sharp errang die Silbermedaille. Bronze ging an die Polin Joanna Jóźwik.

## Bestehende Rekorde
| Weltrekord           | 1:53,28 min | Jarmila Kratochvílová | München, BR Deutschland | 26. Juli 1983     |
| Europarekord         | 1:53,28 min | Jarmila Kratochvílová | München, BR Deutschland | 26. Juli 1983     |
| Meisterschaftsrekord | 1:55,41 min | Olga Minejewa         | EM Athen, Griechenland  | 8. September 1982 |

Der bereits seit 1982 bestehende EM-Rekord wurde auch bei diesen Europameisterschaften nicht erreicht. Die schnellste Zeit erzielte die belarussische Europameisterin Maryna Arsamassawa im Finale mit 1:58,15 min, womit sie eine neue Europajahresbestleistung aufstellte, jedoch 2,74 s über dem Rekord blieb. Zum Welt- und Europarekord fehlten ihr 4,87 s.

## Legende
Kurze Übersicht zur Bedeutung der Symbolik – so üblicherweise auch in sonstigen Veröffentlichungen verwendet:
| EL  | Europajahresbestleistung                 |
| DNS | nicht am Start (did not start)           |
| DNF | Wettkampf nicht beendet (did not finish) |

## Vorrunde
Die Vorrunde wurde in vier Läufen durchgeführt. Die ersten drei Athletinnen pro Lauf – hellblau unterlegt – sowie die darüber hinaus vier zeitschnellsten Läuferinnen – hellgrün unterlegt – qualifizierten sich für das Halbfinale.

### Vorlauf 1

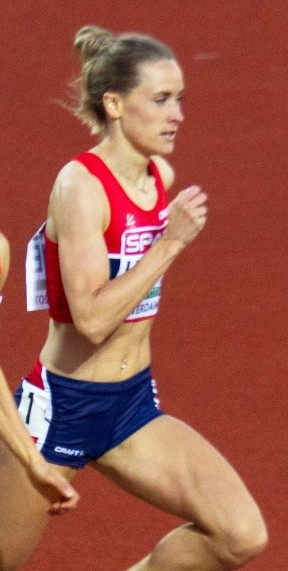
Hedda Hynne – ausgeschieden auf Rang sechs

13. August 2014, 12:22 Uhr
| Platz | Name                  | Nation         | Zeit (min) |
| ----- | --------------------- | -------------- | ---------- |
| 1     | Alison Leonard        | Großbritannien | 2:01,47    |
| 2     | Jekaterina Poistogowa | Russland       | 2:01,61    |
| 3     | Lovisa Lindh          | Schweden       | 2:01,73    |
| 4     | Justine Fedronic      | Frankreich     | 2:02,01    |
| 5     | Aníta Hinriksdóttir   | Island         | 2:02,12    |
| 6     | Hedda Hynne           | Norwegen       | 2:05,08    |
| DNS   | Federica Del Buono    | Italien        |            |

### Vorlauf 2

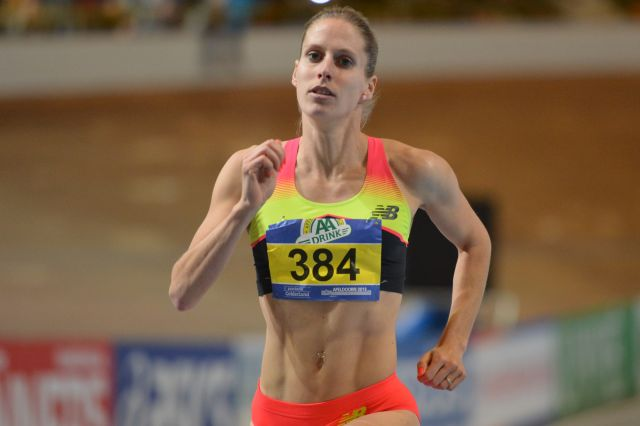
Sanne Verstegen fehlten elf Hundertstelsekunden zur Halbfinalteilnahme
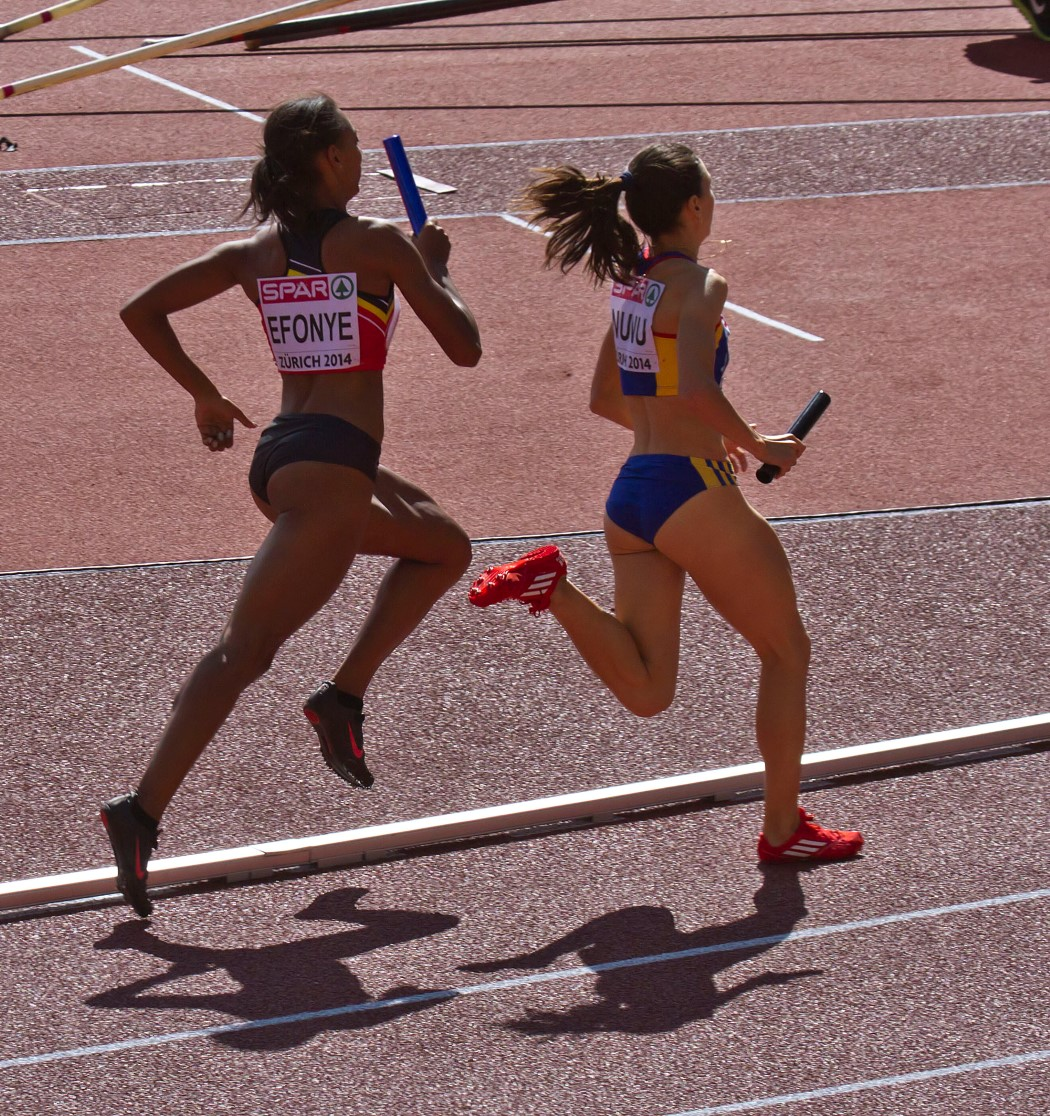
Rang sechs im zweiten Vorlauf reichte Mihaela Nunu nicht zum Weiterkommen

13. August 2014, 12:31 Uhr
| Platz | Name               | Nation         | Zeit (min) |
| ----- | ------------------ | -------------- | ---------- |
| 1     | Maryna Arsamassawa | Belarus        | 2:01,56    |
| 2     | Selina Büchel      | Schweiz        | 2:02,14    |
| 3     | Jessica Judd       | Großbritannien | 2:02,30    |
| 4     | Trine Mjåland      | Norwegen       | 2:02,62    |
| 5     | Sanne Verstegen    | Niederlande    | 2:02,73    |
| 6     | Mihaela Nunu       | Rumänien       | 2:03,27    |
| 7     | Liina Tšernov      | Estland        | 2:07,95    |
| 8     | Kim Baglietto      | Gibraltar      | 2:24,47    |

### Vorlauf 3

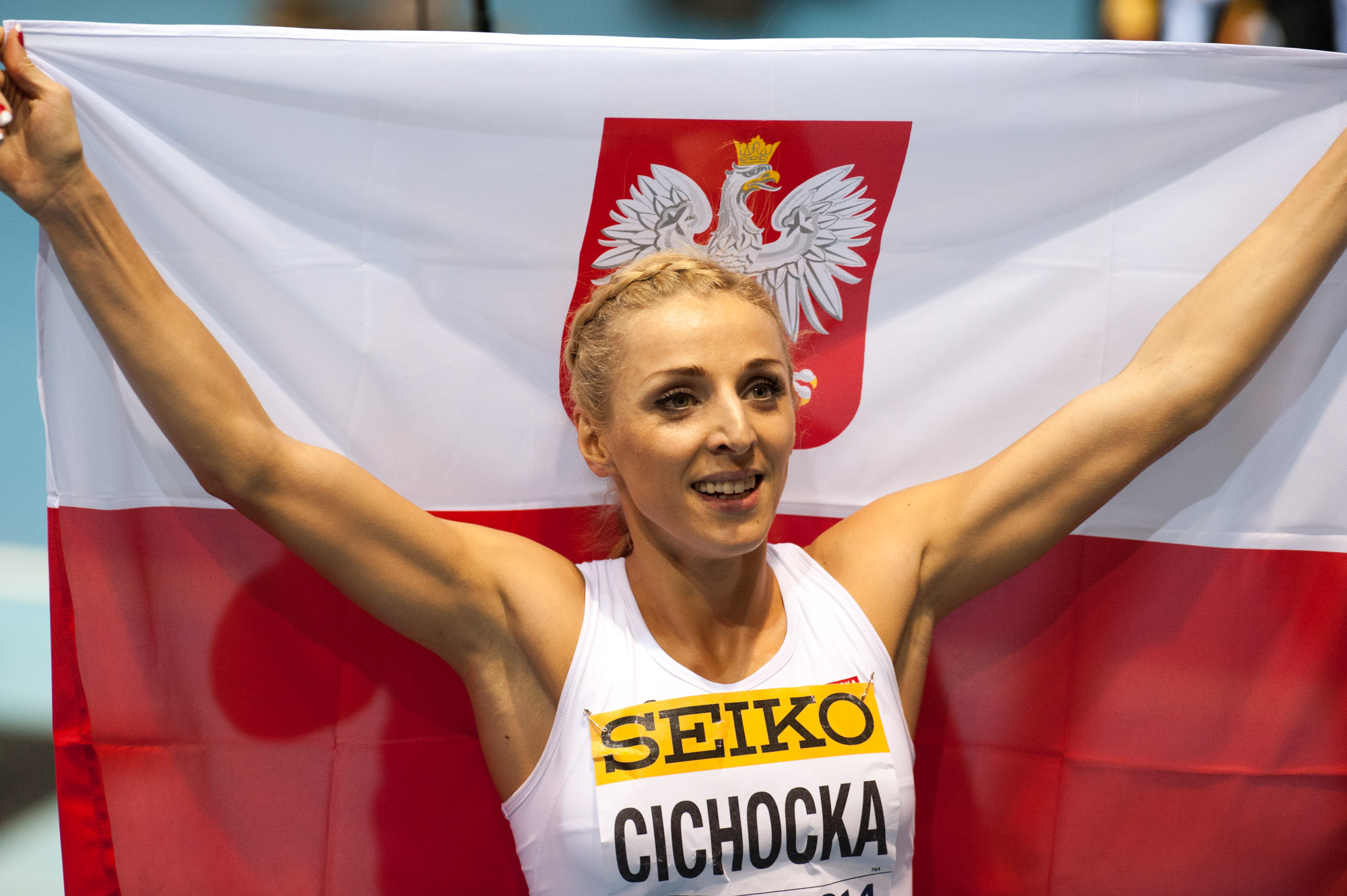
Angelika Cichocka scheiterte als Vierte ihres Rennens in der Vorrunde
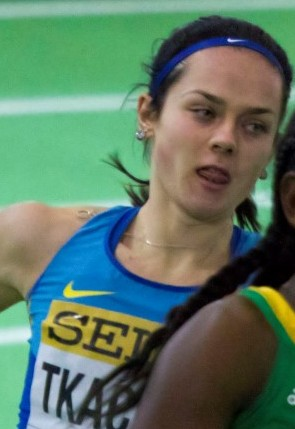
Rang sechs in ihrem Vorlauf war für Anastassija Tkatschuk zu wenig für die Halbfinalteilnahme

13. August 2014, 12:40 Uhr
| Platz | Name                  | Nation     | Zeit (min) |
| ----- | --------------------- | ---------- | ---------- |
| 1     | Swetlana Rogosina     | Russland   | 2:03,80    |
| 2     | Rénelle Lamote        | Frankreich | 2:03,92    |
| 3     | Mirela Lavric         | Rumänien   | 2:04,04    |
| 4     | Angelika Cichocka     | Polen      | 2:04,41    |
| 5     | Marta Milani          | Italien    | 2:05,64    |
| 6     | Anastassija Tkatschuk | Ukraine    | 2:06,89    |
| 7     | Khadija Rahmouni      | Spanien    | 2:08,09    |

### Vorlauf 4

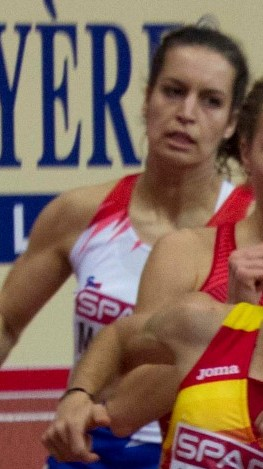
Charline Mathias schied als Fünfte ihres Vorlaufs aus
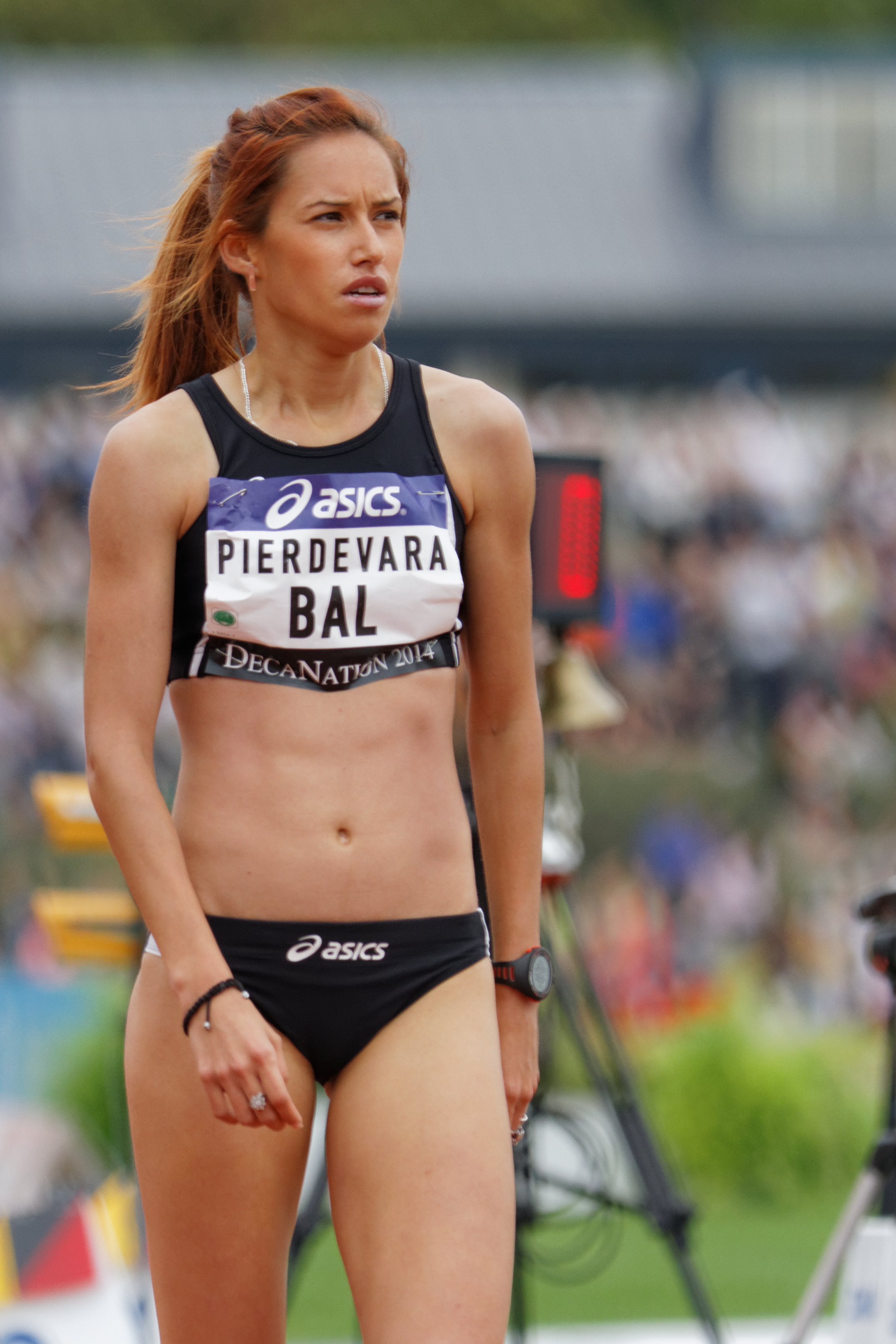
Florina Pierdevară wurde Sechste im vierten Vorlauf und erreichte damit nicht das Halbfinale
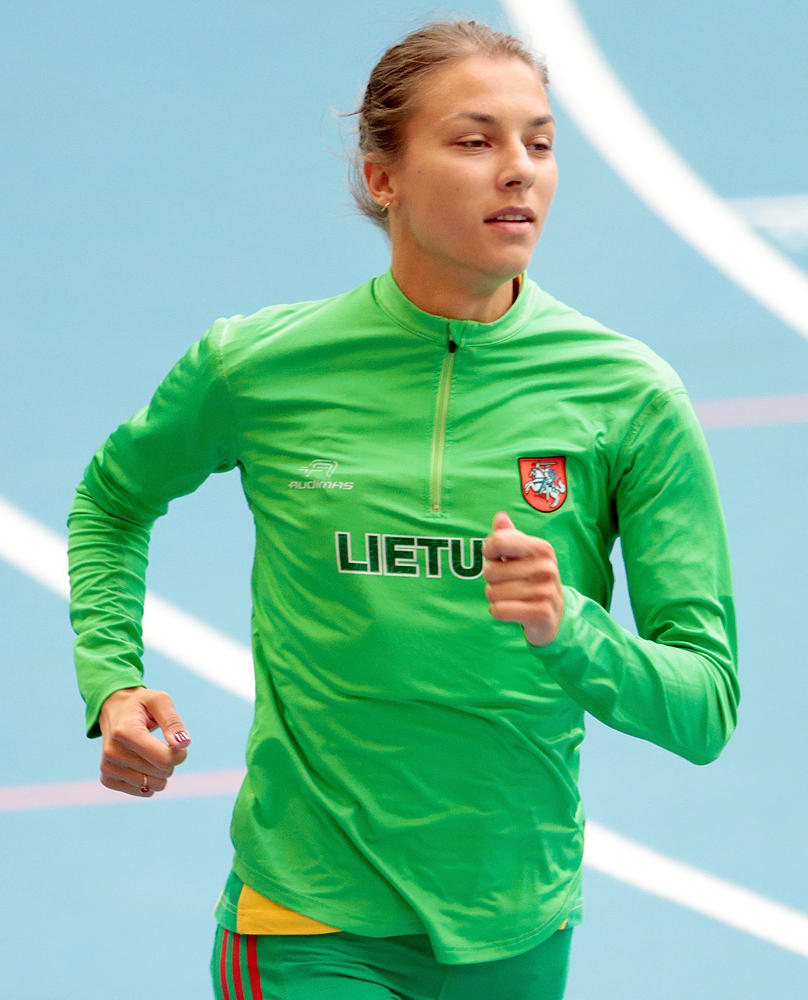
Eglė Balčiūnaitė – Rang sieben in ihrem Vorlauf und damit ausgeschieden

13. August 2014, 12:50 Uhr
| Platz | Name               | Nation         | Zeit (min) |
| ----- | ------------------ | -------------- | ---------- |
| 1     | Lynsey Sharp       | Großbritannien | 2:01,55    |
| 2     | Wanja Stambolowa   | Bulgarien      | 2:01,60    |
| 3     | Joanna Jóźwik      | Polen          | 2:01,61    |
| 4     | Lenka Masná        | Tschechien     | 2:01,73    |
| 5     | Charline Mathias   | Luxemburg      | 2:03,43    |
| 6     | Florina Pierdevară | Rumänien       | 2:03,99    |
| 7     | Eglė Balčiūnaitė   | Litauen        | 2:08,05    |
| 8     | Tuğba Koyuncu      | Türkei         | 2:09,05    |

## Halbfinale
In den beiden Halbfinalläufen qualifizierten sich die jeweils ersten drei Athletinnen – hellblau unterlegt – sowie die darüber hinaus zwei zeitschnellsten Läuferinnen – hellgrün unterlegt – für das Finale.

### Lauf 1

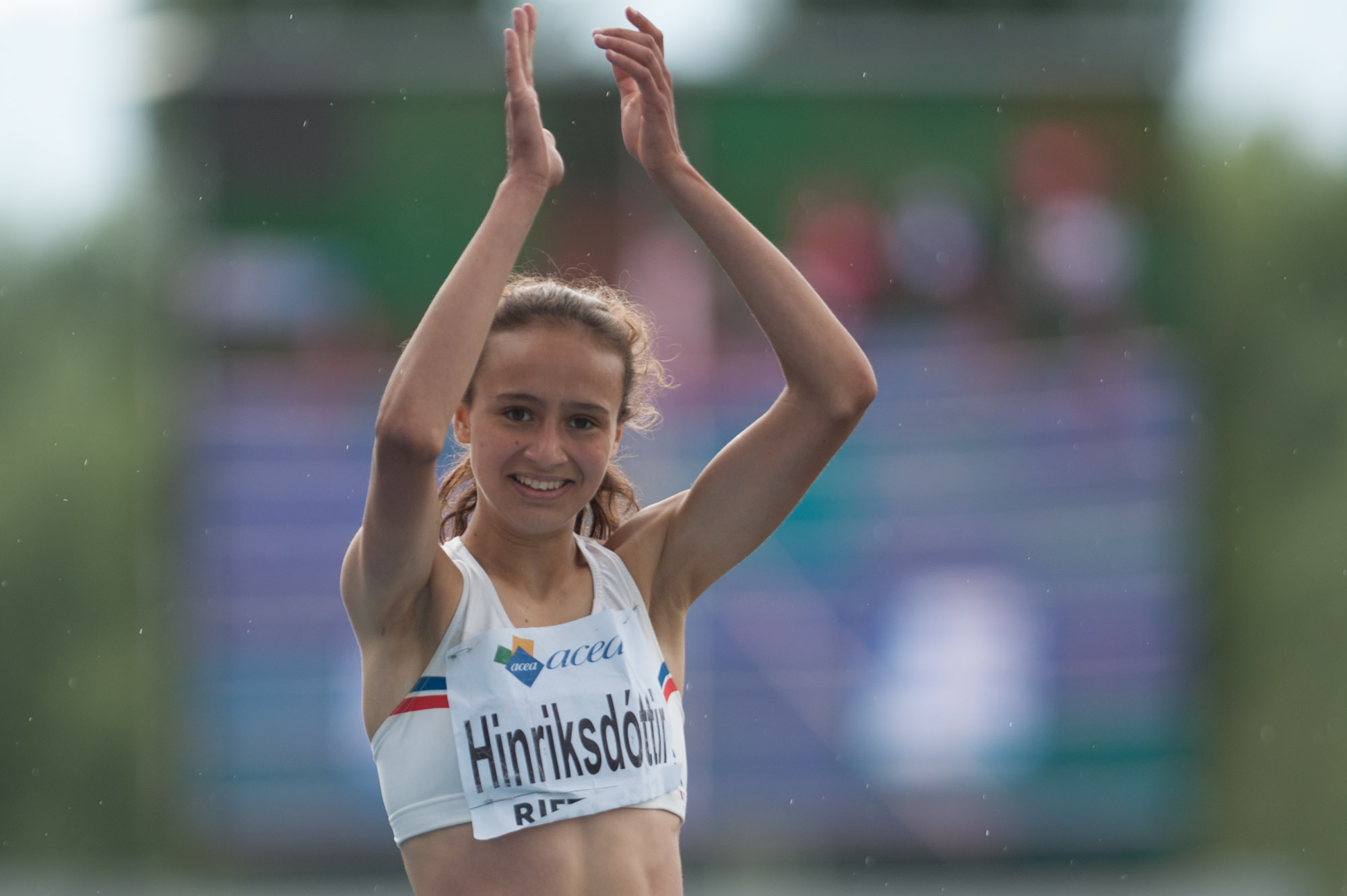
Aníta Hinriksdóttir erreichte als Sechste ihres Halbfinallaufs nicht das Finale
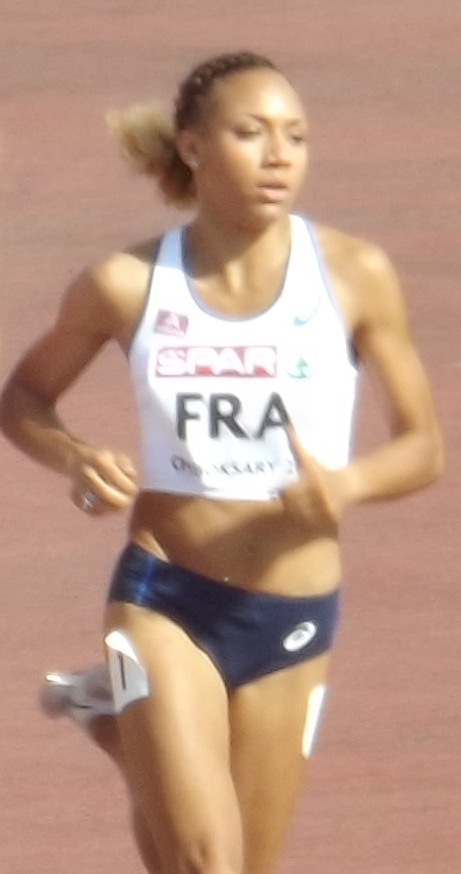
Rénelle Lamote kam im ersten Semifinale auf den sechsten Platz und schied damit aus

14. August 2014, 18:38 Uhr
| Platz | Name                | Nation         | Zeit (min) |
| ----- | ------------------- | -------------- | ---------- |
| 1     | Maryna Arsamassawa  | Belarus        | 2:00,36    |
| 2     | Joanna Jóźwik       | Polen          | 2:00,58    |
| 3     | Swetlana Rogosina   | Russland       | 2:00,83    |
| 4     | Mirela Lavric       | Rumänien       | 2:01,24    |
| 5     | Wanja Stambolowa    | Bulgarien      | 2:01,59    |
| 6     | Aníta Hinriksdóttir | Island         | 2:02,45    |
| 7     | Rénelle Lamote      | Frankreich     | 2:03,90    |
| DNF   | Alison Leonard      | Großbritannien |            |

### Lauf 2

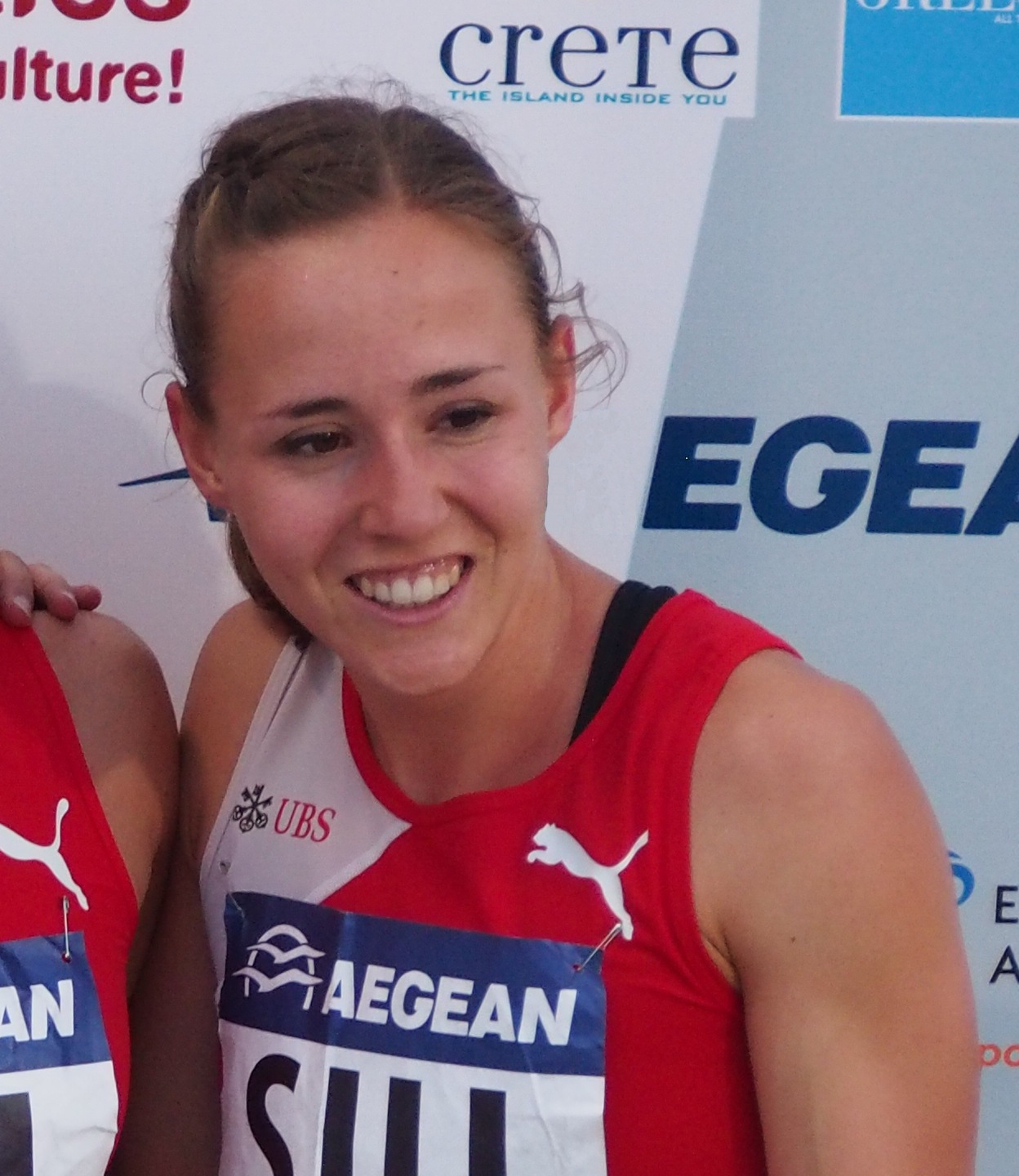
Ihr geteilter vierter Rang im zweiten Semifinale reichte Selina Büchel nicht zur Finalteilnahme
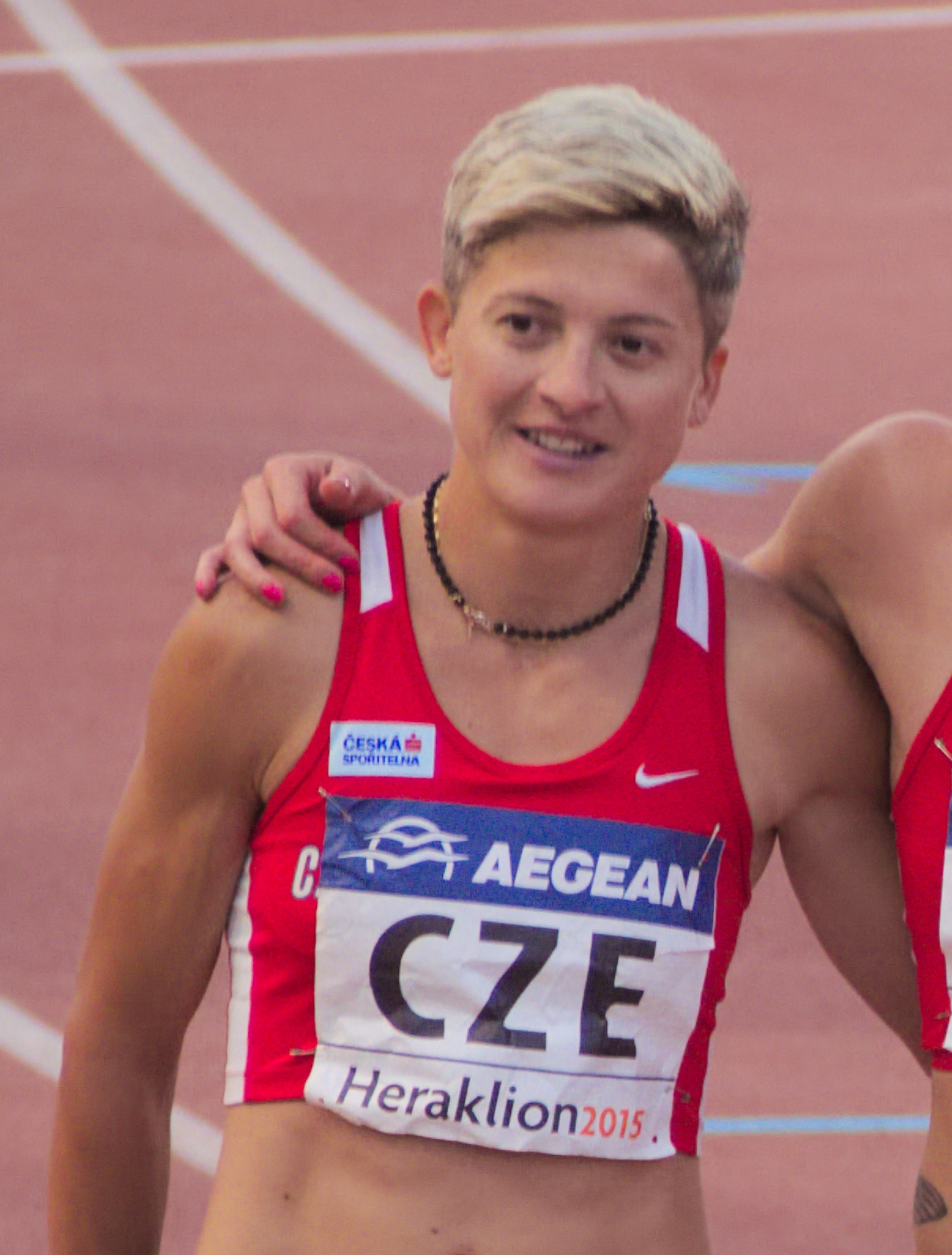
Lenka Masná belegte in ihrem Rennen den geteilten vierten Platz und scheiterte damit im Halbfinale
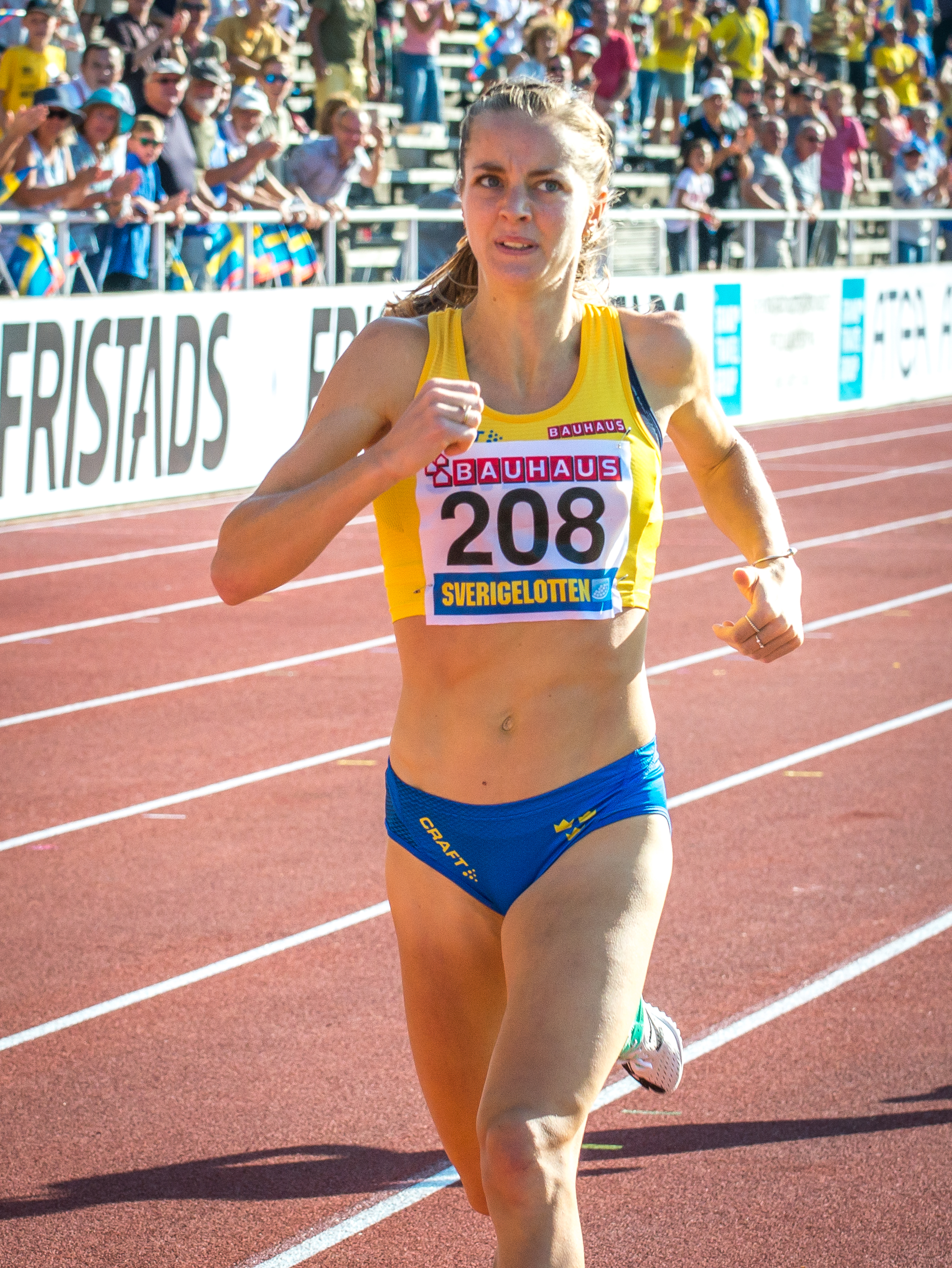
Lovisa Lindh – Rang sechs im zweiten Semifinale und damit nicht im Finale

14. August 2014, 18:48 Uhr
| Platz | Name                  | Nation         | Zeit (min) |
| ----- | --------------------- | -------------- | ---------- |
| 1     | Lynsey Sharp          | Großbritannien | 2:01,32    |
| 2     | Jekaterina Poistogowa | Russland       | 2:01,45    |
| 3     | Jessica Judd          | Großbritannien | 2:01,53    |
| 4     | Selina Büchel         | Schweiz        | 2:01,80    |
| 4     | Lenka Masná           | Tschechien     | 2:01,80    |
| 6     | Lovisa Lindh          | Schweden       | 2:02,60    |
| 7     | Trine Mjåland         | Norwegen       | 2:03,92    |
| 8     | Justine Fedronic      | Frankreich     | 2:04,39    |

## Finale

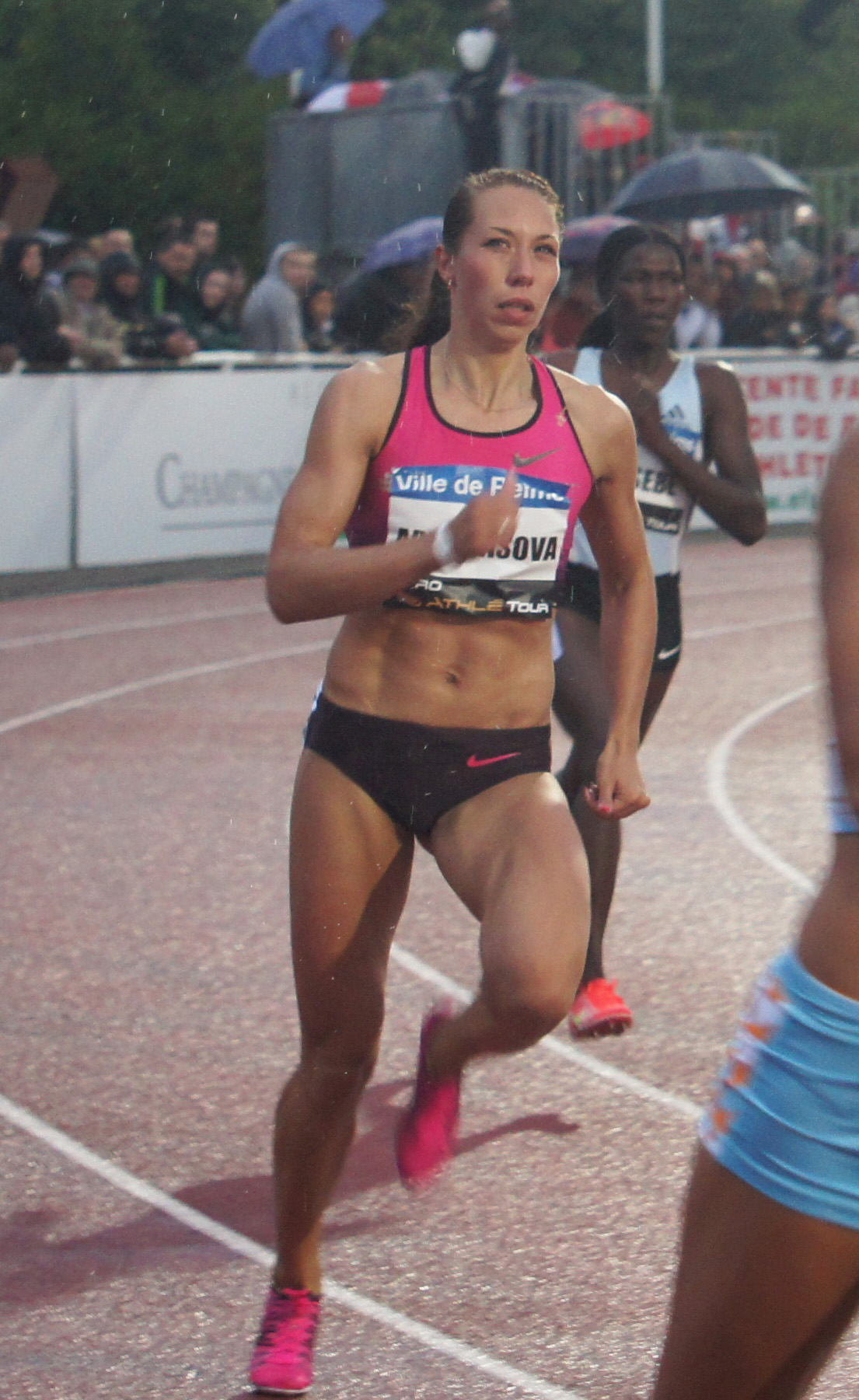
Maryna Arsamassawa, aktuelle Vizeeuropameisterin, siegte über 800 Meter
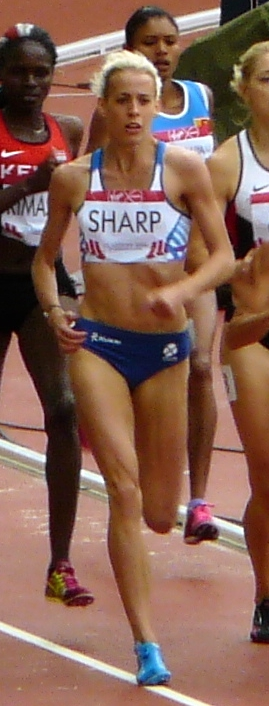
Titelverteidigerin Lynsey Sharp wurde diesmal Zweite
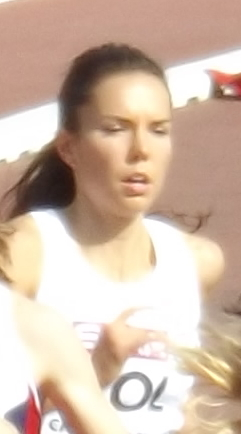
Bronzemedaillengewinner Joanna Jóźwik

16. August 2014, 16:05 Uhr
| Platz | Name                  | Nation         | Zeit (min) |
| ----- | --------------------- | -------------- | ---------- |
| 1     | Maryna Arsamassawa    | Belarus        | 1:58,15 EL |
| 2     | Lynsey Sharp          | Großbritannien | 1:58,80    |
| 3     | Joanna Jóźwik         | Polen          | 1:59,63    |
| 4     | Jekaterina Poistogowa | Russland       | 1:59,69    |
| 5     | Swetlana Rogosina     | Russland       | 2:00,76    |
| 6     | Wanja Stambolowa      | Bulgarien      | 2:00,91    |
| 7     | Jessica Judd          | Großbritannien | 2:01,65    |
| 8     | Mirela Lavric         | Rumänien       | 2:09,25    |

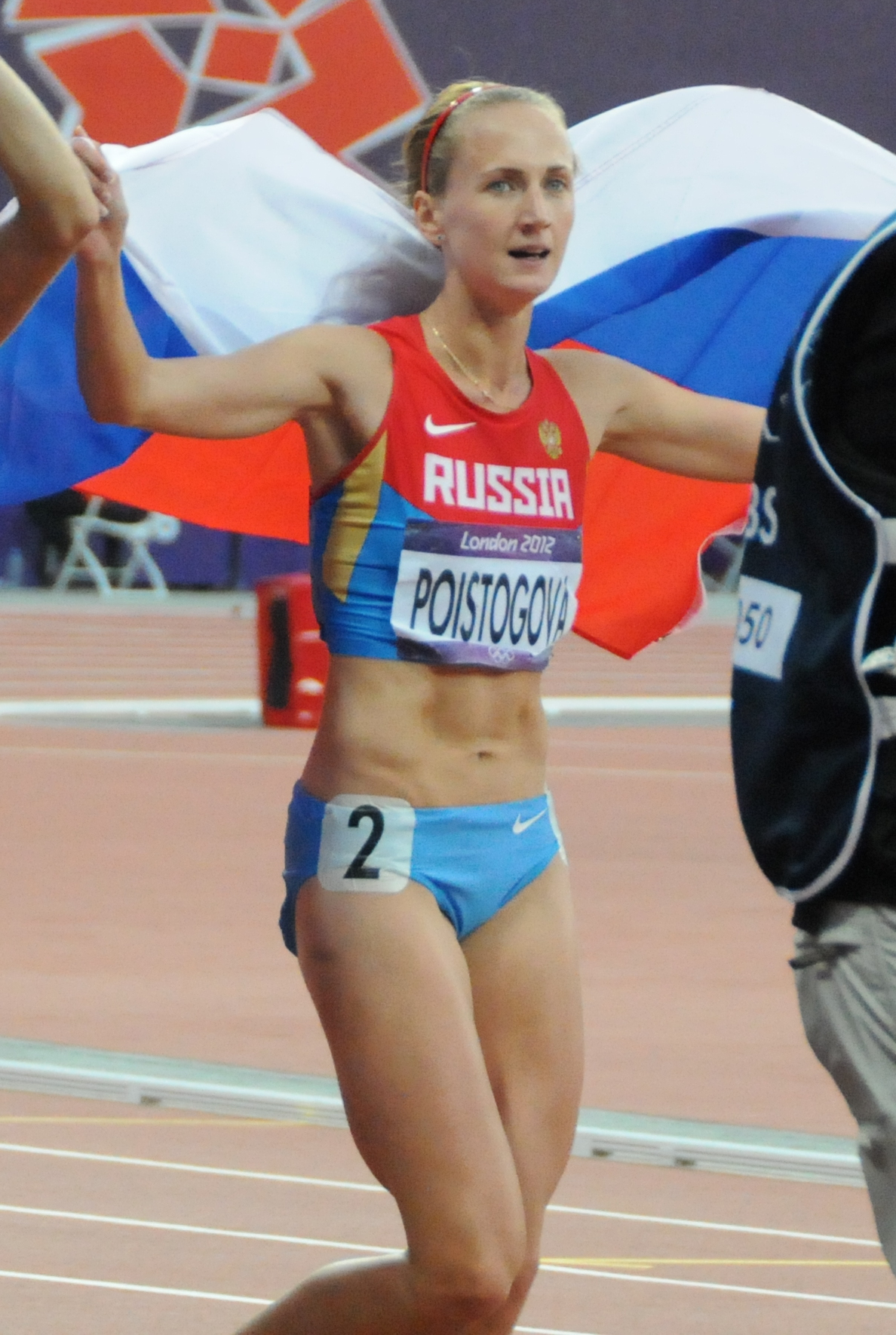
Jekaterina Poistogowa, 2012 Olympiazweite, musste hier mit Rang vier zufrieden sein
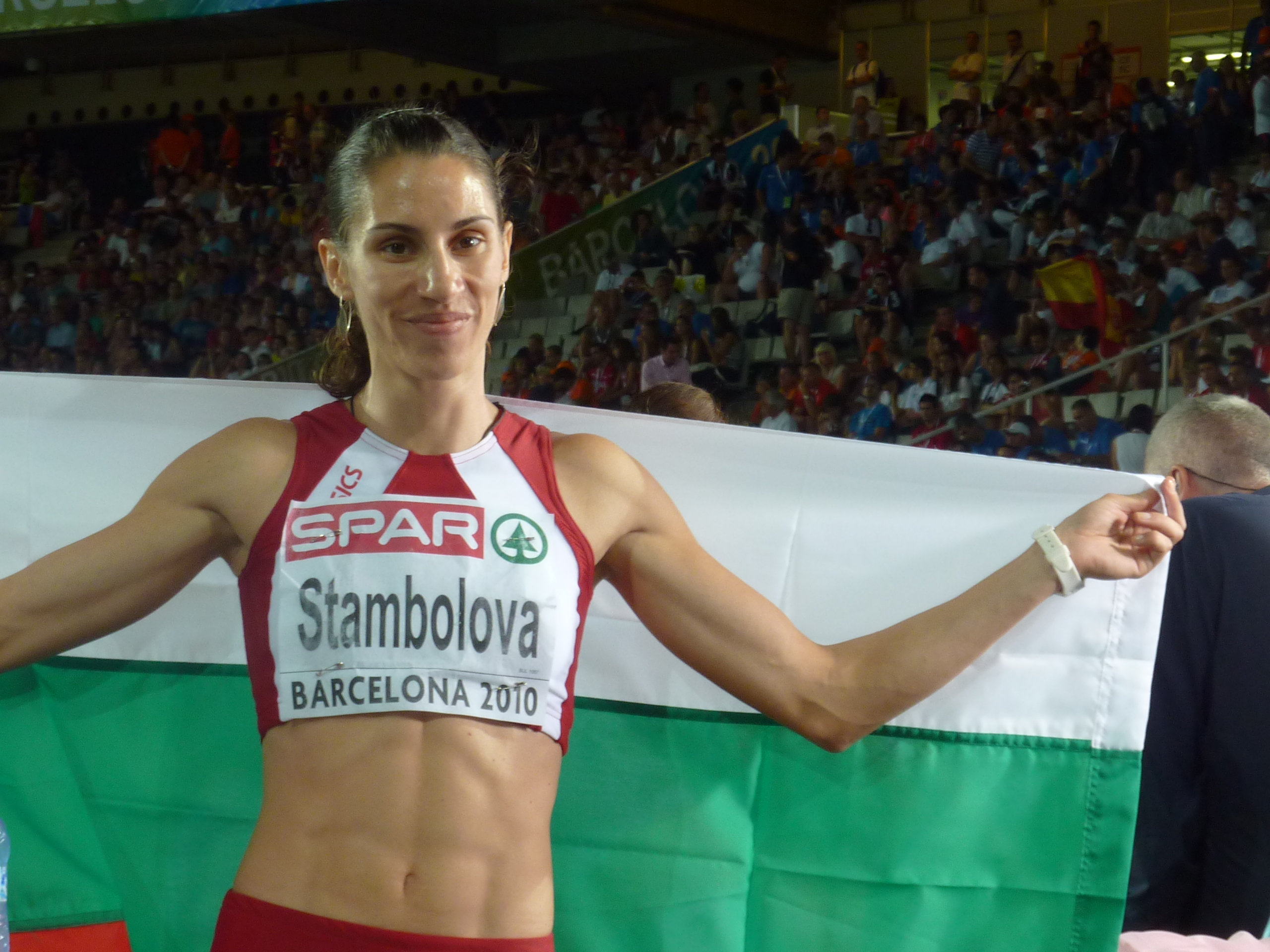
Wanja Stambolowa, 2010 EM.Zweite über 400 Meter Hürden, wurde Sechste
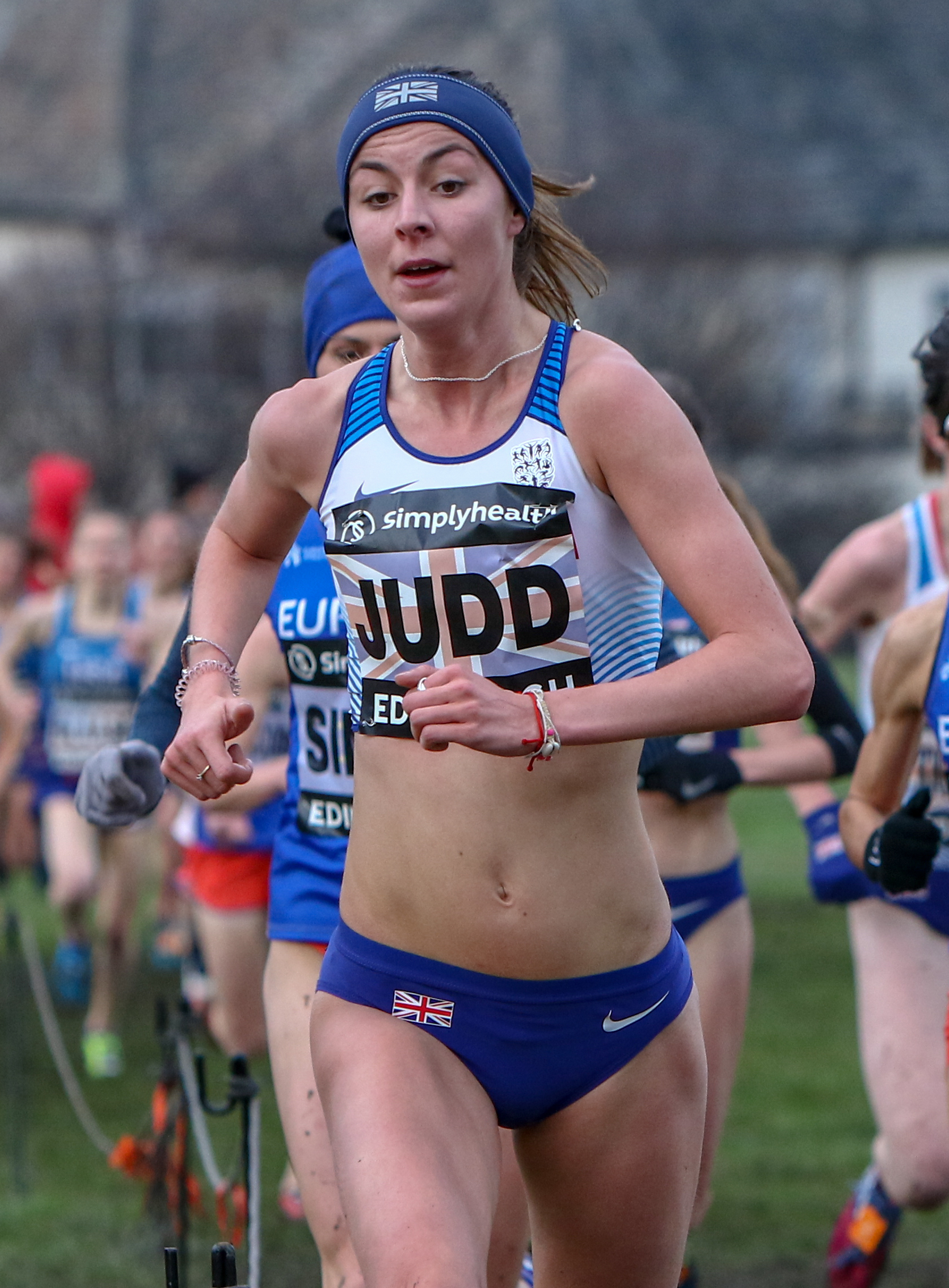
Jessica Judd erreichte Platz sieben
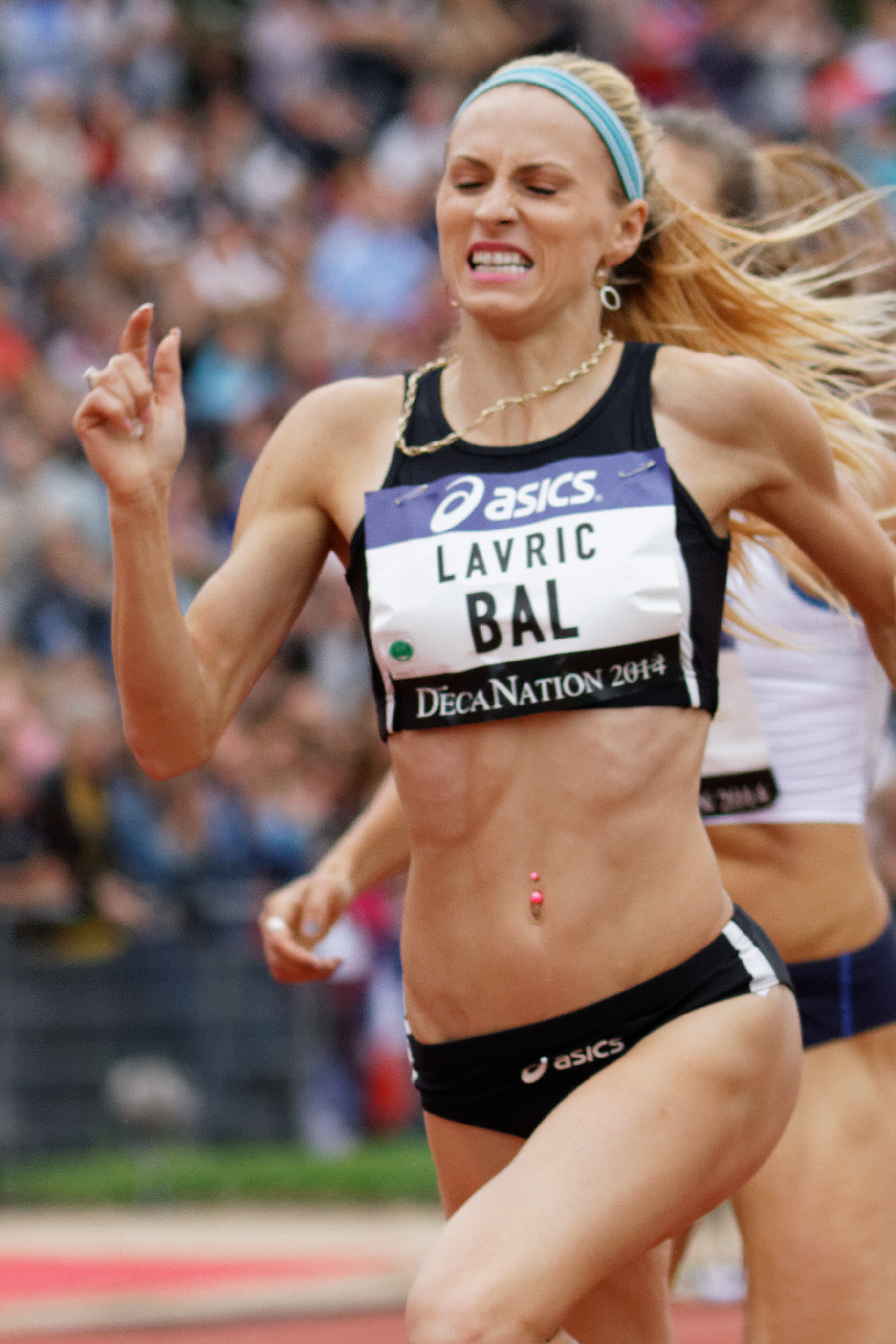
Mirela Lavric kam auf den achten Platz

## Videolink
- Women's 800m FINAL European Championships Zurich 2014, youtube.com, abgerufen am 14. März 2023